# Lista över storfurstar av Tver
Detta är en lista över personer som innehaft titeln Storfurste av Tver.
Storfurstendömet Tver uppstod 1247 när Alexander Nevskij tilldelades titeln. Hans broder tilldelades titeln 1252 och blev därmed stamfader för den del av rurikdynastin som kom att härska över storfurstendömet.
| Nr | Namn                 | Regeringstid         | Levnadstid |
| -- | -------------------- | -------------------- | ---------- |
| 1  | Alexander Nevskij    | 1247-1252            | 1220-1263  |
| 2  | Jaroslav             | 1252-1272            | d.1271     |
| 3  | Svjatoslav av Tver   | 1272-1285            |            |
| 4  | Mikael av Tver       | 1285-1318            | 1271-1318  |
| 5  | Dmitrij av Tver      | 1318-1326            | 1299-1326  |
| 6  | Alexander av Tver    | 1326-1327, 1338-1339 | 1301-1339  |
| 7  | Konstantin av Tver   | 1327-1338, 1339-1346 | 1306-1338  |
| 8  | Vsevolod av Kholm    | 1346-1351            | d.1364     |
| 9  | Vasilij av Kashin    | 1351-1368            | d.1368     |
| 10 | Mikael II av Tver    | 1368-1399            | 1333-1399  |
| 11 | Ivan av Tver         | 1400-1425            | d.1425     |
| 12 | Alexander II av Tver | 1425                 |            |
| 13 | Jurij av Tver        | 1426                 |            |
| 14 | Boris av Tver        | 1426-1461            | d.1461     |
| 15 | Mikael III av Tver   | 1461-1485            |            |
| 16 | Ivan Ivanovitj       | 1485-1490            | d.1490     |

- 1485-1490 styr Ivan III Velikijs son Ivan storfurstendömet åt fadern efter att denne erövrat det.
- År 1490 infogas storfurstendömet Tver i storfurstendömet Moskva vilket innebär att alla av rurikdynastins territorier åter är samlade under en och samma herre.